# NGC 7490
NGC 7490 is een spiraalvormig sterrenstelsel in het sterrenbeeld Pegasus. Het hemelobject werd op 11 oktober 1879 ontdekt door de Franse astronoom Édouard Jean-Marie Stephan.

## Synoniemen
- UGC 12379
- MCG 5-54-36
- ZWG 496.44
- NPM1G +32.0586
- IRAS 23050+3206
- PGC 70526